# Giovanni Theristis
Giovanni Theristis (Palermo, 995 circa – Stilo, 23 febbraio 1054) è stato un monaco italo-greco vissuto in Calabria, nella zona della vallata dello Stilaro. La vita di questo monaco, considerato santo dalle Chiese cristiane, è tramandata da leggende e credenze popolari.

## Biografia

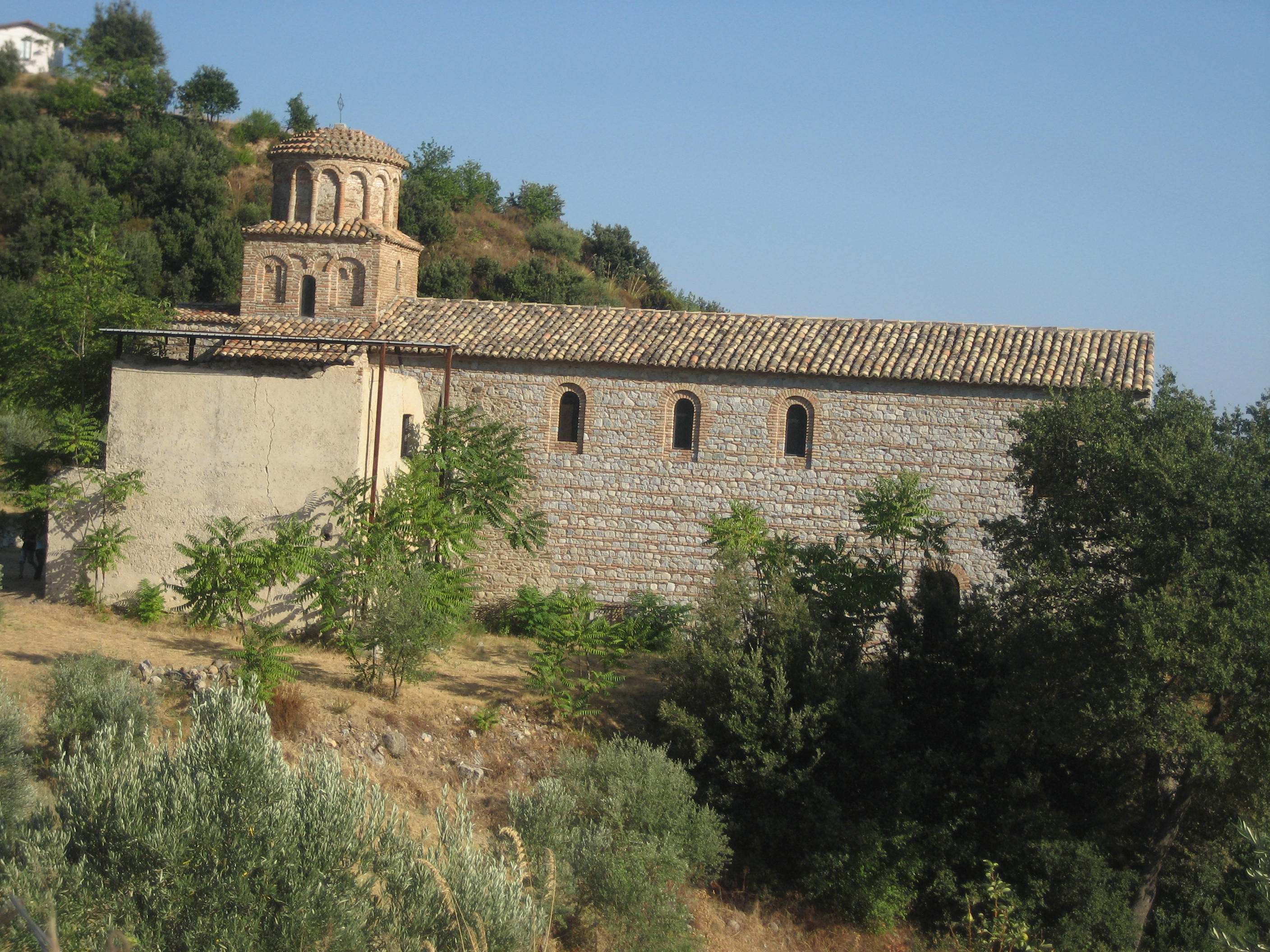
Monastero greco-ortodosso di San Giovanni Theristis a Bivongi

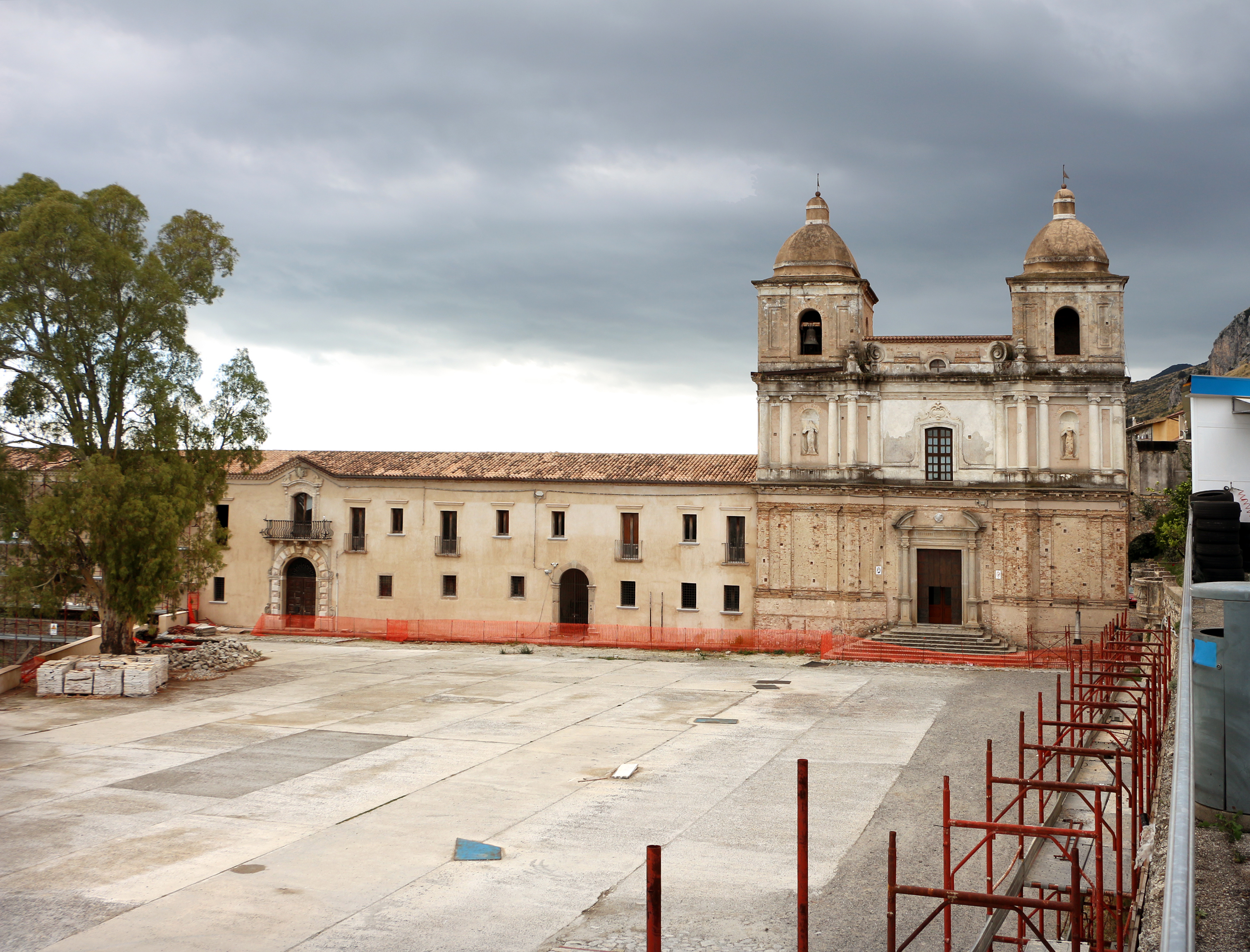
Abbazia di San Giovanni Theristis a Stilo

Durante un'incursione saracena sulle coste della Calabria, suo padre Arconte di Cursano, un casale o chorion bizantino sito in località Botterio Signore oggi nel territorio di Stilo venne ucciso e la madre, incinta di lui, condotta come schiava a Palermo; ivi partorì il bambino, che crebbe in ambiente musulmano, ma nella fede cristiana. All'età di 14 anni la madre lo invitò a fuggire verso il suo paese natio. Si racconta che, munito di una piccola croce, attraversò lo stretto di Messina in una barca senza remi o vela, per poi giungere sino a Stilo. Nel racconto agiografico Giovanni nel viaggio fu avvistato da una galera saracena, ma la barca improvvisamente sarebbe affondata per riemergere miracolosamente fuori dalla vista dei saraceni e approdare a Monasterace. Gli abitanti, vedendolo vestito da moro, lo condussero presso il vescovo Giovanni, che lo interrogò per sapere di dove fosse e cosa cercasse. Il ragazzo rispose che chiedeva il battesimo, ma il vescovo lo sottopose a dure prove prima di conferirglielo, imponendogli il proprio nome.
Una volta cresciuto, sentì sempre più forte l'attrazione per la vita dei monaci che vivevano nelle grotte nei dintorni di Stilo, affascinato dall'esempio di due asceti basiliani, Ambrogio e Nicola. Dopo molte insistenze, nonostante la sua giovane età, fu ammesso nella comunità e si distinse per virtù, tanto da essere poi eletto abate. Ritrovato a Cursano un tesoro appartenuto alla sua famiglia, seguendo la regola di San Basilio lo distribuì ai poveri.
Non lontano dal monastero c'era una grotta dalla quale scaturiva una sorgente e d'inverno, col permesso del superiore, Giovanni usava pregare in mezzo alle acque gelide.
Volendo visitare presso Monasterace un cavaliere che aveva provveduto al vitto del monastero, nel mese di giugno, al tempo della mietitura, prese con sé un fiaschetto di vino e una ciambella. Giunto presso due fondi, chiamati Marone e Maturavolo, offrì ai contadini il pane e il vino. Un furioso temporale si abbatté su quei campi, rischiando di distruggere il raccolto, ma la preghiera intensa di Giovanni fece sì che il grano fosse mietuto e raccolto in covoni. Questo e altri episodi testimonianti l'aiuto soccorrevole ai contadini, gli valsero l'appellativo di Therìstis, cioè mietitore. Il padrone dei campi, colpito dall'accaduto, li donò al monastero.
Giovanni morì nel 1054 e venne sepolto nel monastero della Madonna del Maestro, detto di San Giovanni Teresti vecchio o del Bosco.

## Culto

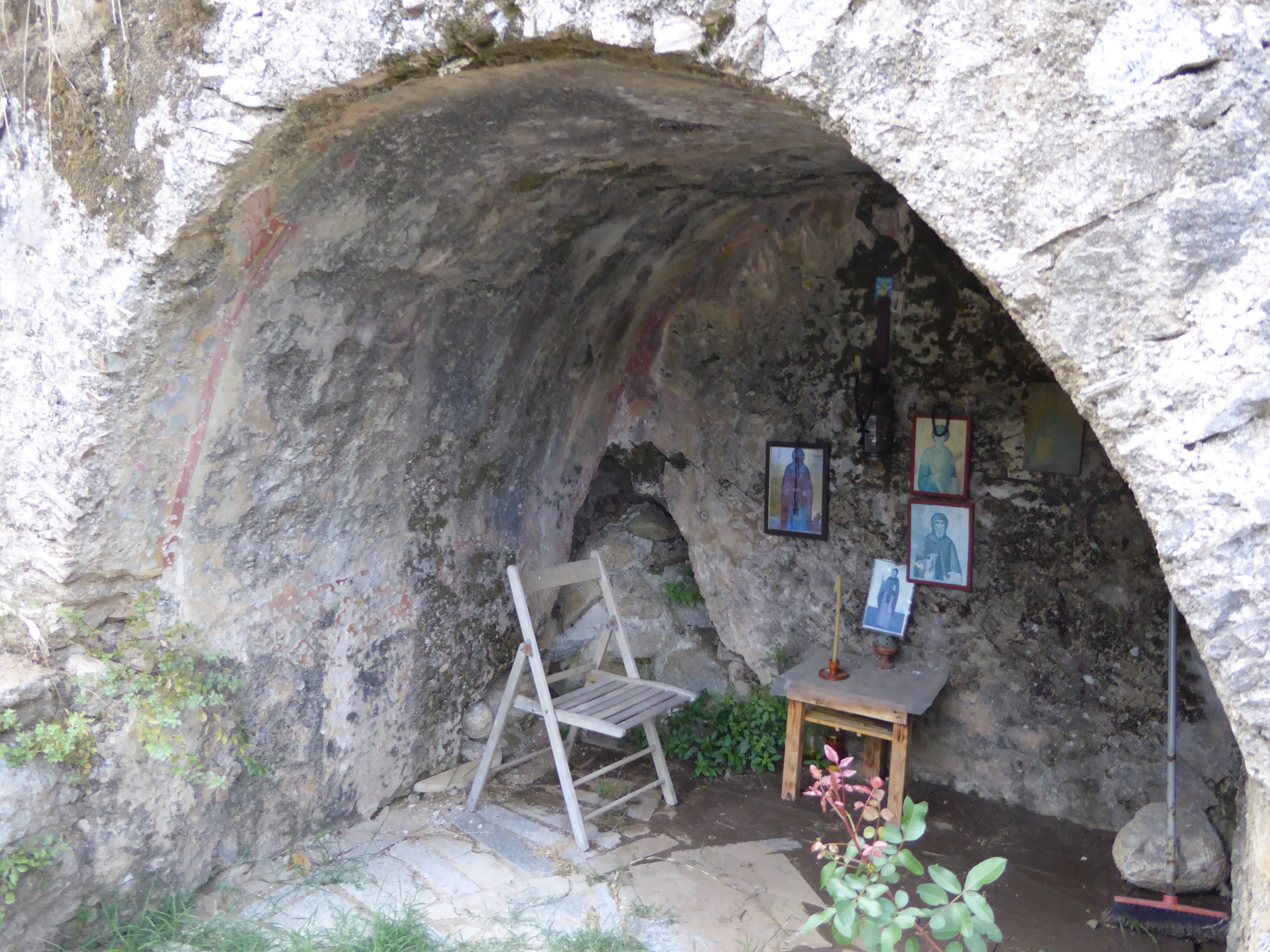
Grotta eremitica di San Giovanni theristis

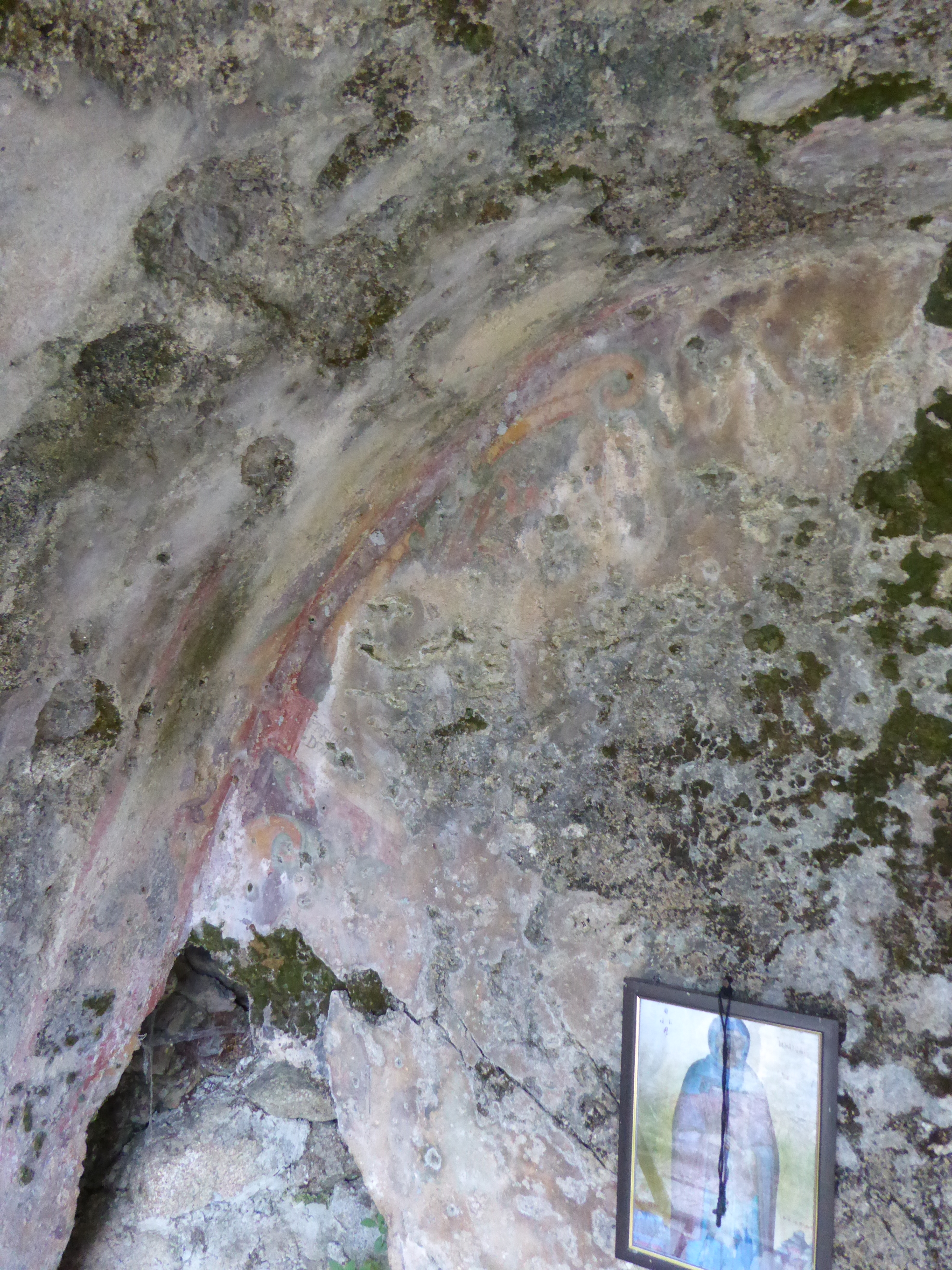
Resti di affresco nella grotta di San Giovanni Theristis

Secondo la tradizione, re Ruggero, affetto da un'inguaribile piaga al viso, sarebbe guarito al contatto con la sua tunica e moltissimi altri furono risanati: storpi, ciechi, sordi, indemoniati. Ruggero II fondò poi il cenobio di San Giovanni in Nemore (del Bosco), al santo intitolato, e volle che fosse consacrato il 24 giugno 1122.
La memoria del santo si trova in tutti i menologi e sinassari greci. È entrata anche nel Martirologio romano e ricorre il 23 febbraio.
Nel 1660 si ottenne da papa Alessandro VIII che il suo corpo fosse traslato a Stilo per evitare le incursioni dei briganti e i terremoti. Ciò avvenne il 12 marzo 1662, insieme alle reliquie dei santi Ambrogio e Nicola, che furono riposte in una chiesa costruita dai Padri Minimi nel 1625 e acquistata nel 1662 dai basiliani che dedicarono il luogo a San Giovanni Teristi. Nel 1791 passò ai Padri della Congregazione del SS. Redentore (liguorini o redentoristi), che abbellirono con opere marmoree chiesa e convento. Il 24 giugno 1847 il vescovo di Squillace Concezio Pasquini eseguì la ricognizione delle reliquie di san Giovanni Teristi. Nella navata sinistra, sotto l'altare, sono venerate le reliquie del Teristi e dei compagni monaci. Al convento si accede da un portale in marmo lavorato. Al centro del chiostro sorge un antico pozzo in granito rosa con quattro colonne, coperto da un baldacchino sovrastato da una nave in latta, con dentro un bambino orante che regge una croce, a ricordare il miracoloso viaggio per mare.
A lui venne dedicato anche il Monastero greco-ortodosso di San Giovanni Theristis, vicino a Bivongi, recentemente ricostruito da monaci provenienti da Monte Athos.
Stilo lo ha dichiarato suo patrono e protettore e gli riserva ogni anno una festa solenne con la processione delle reliquie conservate nella chiesa a lui intitolata.